# Benjamin Le Ny
Benjamin Le Ny (26 de julio de 1999) es un deportista francés que compite en ciclismo, en las modalidades de ciclismo de montaña (campo a través) y ruta. Ganó una medalla de oro en el Campeonato Mundial de Ciclismo de Montaña de 2016, en la prueba por relevos.

## Medallero internacional
| Campeonato Mundial | Campeonato Mundial           | Campeonato Mundial | Campeonato Mundial |
| Año                | Lugar                        | Medalla            | Competición        |
| ------------------ | ---------------------------- | ------------------ | ------------------ |
| 2016               | Nové Město (República Checa) | Medalla de oro     | Campo a través     |